# Persone di cognome Andersson
| Questa pagina contiene informazioni ricavate automaticamente dalle voci biografiche con l'ausilio del template Bio e di un bot. L'aggiornamento è periodico e automatico e ricostruisce completamente la pagina. Se manca una persona in questa lista, sei pregato di non aggiungerla, ma accertati piuttosto che la sua voce biografica contenga il template Bio e che i dati anagrafici siano correttamente compilati. Se il template Bio manca, inseriscilo tu stesso o, in alternativa, metti l'avviso {{tmp\|Bio}} che ne segnala la mancanza. Se i dati riportati sono sbagliati, correggi direttamente la voce biografica; le modifiche saranno visibili in questa lista entro pochi giorni. Per chiarimenti vedi il progetto antroponimi. La lista contiene solo le 122 persone che sono citate nell'enciclopedia e per le quali è stato implementato correttamente il template Bio. Pagina aggiornata al 23 lug 2025. |

Questa è una lista di persone presenti nell'enciclopedia che hanno il cognome Andersson, suddivise per attività principale.

## Allenatori di calcio(9)
- Michael Andersson, allenatore di calcio e ex calciatore svedese (Stoccolma, n. 1959)
- Roland Andersson, allenatore di calcio e ex calciatore svedese (Malmö, n. 1950)
- Christoffer Andersson, allenatore di calcio e ex calciatore svedese (Nybro, n. 1978)
- Ernst Andersson, allenatore di calcio e calciatore svedese (n. 1909 - † 1989)
- Janne Andersson, allenatore di calcio e ex calciatore svedese (Halmstad, n. 1962)
- Johan Andersson, allenatore di calcio e calciatore svedese (Landskrona, n. 1983)
- Mattias Andersson, allenatore di calcio e ex calciatore svedese (Eksjö, n. 1981)
- Sven Andersson, allenatore di calcio e ex calciatore svedese (Strömstad, n. 1963)
- Thomas Andersson, allenatore di calcio e ex calciatore svedese (Katrineholm, n. 1956)

## Allenatori di hockey su ghiaccio(1)
- Peter Andersson, allenatore di hockey su ghiaccio e ex hockeista su ghiaccio svedese (Örebro, n. 1965)

## Allenatori di sci alpino(2)
- Anders Andersson, allenatore di sci alpino e ex sciatore alpino svedese (n. 1968)
- Magnus Andersson, allenatore di sci alpino e ex sciatore alpino svedese (Mellerud, n. 1981)

## Astronomi(1)
- Leif Erland Andersson, astronomo svedese (n. 1944 - † 1979)

## Attori(2)
- Peter Andersson, attore svedese (Göteborg, n. 1953)
- Wiktor Andersson, attore svedese (Kungsbacka, n. 1887 - Stoccolma, † 1966)

## Attrici(3)
- Bibi Andersson, attrice svedese (Stoccolma, n. 1935 - Stoccolma, † 2019)
- Gerd Andersson, attrice svedese (Stoccolma, n. 1932)
- Harriet Andersson, attrice svedese (Stoccolma, n. 1932)

## Attrici pornografiche(2)
- Jennifer Andersson, ex attrice pornografica svedese (Förslöv)
- Nikki Andersson, ex attrice pornografica ungherese (Budapest, n. 1977)

## Batteristi(1)
- Fredrik Andersson, batterista svedese (Svezia, n. 1975)

## Biatlete(1)
- Sara Andersson, biatleta svedese (Mora, n. 2003)

## Biatleti(1)
- Leif Andersson, ex biatleta svedese (Finspång, n. 1961)

## Calciatori(33)
- Adam Andersson, calciatore svedese (Göteborg, n. 1996)
- Elias Andersson, calciatore svedese (Hässleholm, n. 1996)
- Fredrik Andersson, calciatore svedese (Skene, n. 1988)
- Joel Andersson, calciatore svedese (Göteborg, n. 1996)
- Sebastian Andersson, ex calciatore svedese (Ängelholm, n. 1991)
- Anders Andersson, ex calciatore svedese (Tomelilla, n. 1974)
- Andreas Andersson, calciatore svedese (Borås, n. 1991)
- Bengt Andersson, ex calciatore e allenatore di calcio svedese (Kungsbacka, n. 1966)
- Björn Andersson, ex calciatore svedese (Fåglum, n. 1982)
- Björn Andersson, ex calciatore svedese (Perstorp, n. 1951)
- Andreas Andersson, ex calciatore svedese (Stoccolma, n. 1974)
- Daniel Andersson, ex calciatore svedese (Bjuv, n. 1972)
- Erik Andersson, calciatore svedese (n. 1997)
- Gillis Andersson, calciatore svedese (n. 1912 - † 1988)
- Gunnar Andersson, calciatore svedese (Arvika, n. 1928 - Marsiglia, † 1969)
- Harry Andersson, calciatore svedese (Norrköping, n. 1913 - Norrköping, † 1996)
- Hugo Andersson, calciatore svedese (Skurup, n. 1999)
- Jimmy Andersson, ex calciatore svedese (n. 1976)
- Karl-Erik Andersson, calciatore svedese (n. 1927 - † 2005)
- Kurt Andersson, ex calciatore e ex hockeista su ghiaccio svedese (Gällivare, n. 1939)
- Magnus Andersson, ex calciatore svedese (n. 1958)
- Mikael Andersson, ex calciatore svedese (Malmö, n. 1978)
- Nils Andersson, calciatore svedese (Göteborg, n. 1887 - Los Angeles, † 1947)
- Nisse Andersson, ex calciatore e allenatore di calcio svedese (n. 1941)
- Ola Andersson, ex calciatore, allenatore di calcio e dirigente sportivo svedese (Åkersberga, n. 1966)
- Otto Andersson, calciatore svedese (Ed, n. 1910 - Surte, † 1977)
- Patrik Andersson, ex calciatore svedese (Borgeby, n. 1971)
- Petter Andersson, ex calciatore svedese (Ljusvattnet, n. 1985)
- Roy Andersson, ex calciatore svedese (Malmö, n. 1949)
- Sune Andersson, calciatore e allenatore di calcio svedese (Södertälje, n. 1921 - Solna, † 2002)
- Sven Andersson, calciatore svedese (Vallentuna, n. 1907 - Solna, † 1981)
- Tommy Andersson, ex calciatore svedese (n. 1950)
- Åke Andersson, calciatore svedese (Göteborg, n. 1917 - † 1983)

## Calciatrici(1)
- Jonna Andersson, calciatrice svedese (Mjölby, n. 1993)

## Canoiste(1)
- Agneta Andersson, canoista svedese (Karlskoga, n. 1961 - Karlskoga, † 2023)

## Cantanti(4)
- Nicke Andersson, cantante, chitarrista e batterista svedese (n. 1972)
- Pernilla Andersson, cantante svedese (Stoccolma, n. 1974)
- Stefan Andersson, cantante svedese (Haga, n. 1967)
- Theresa Andersson, cantante e cantautrice svedese (Gotland, n. 1971)

## Cestiste(3)
- Kadidja Andersson, ex cestista svedese (Vällingby, n. 1980)
- Katarina Andersson, ex cestista svedese (Luleå, n. 1983)
- Britt-Marie Andersson, ex cestista svedese (Södertälje, n. 1955)

## Cestisti(2)
- Peter Andersson, ex cestista svedese (Västerås, n. 1958)
- Denzel Andersson, cestista svedese (Sundsvall, n. 1996)

## Cicliste su strada(1)
- Caroline Andersson, ciclista su strada e ciclocrossista svedese (Halmstad, n. 2001)

## Ciclisti su strada(1)
- Michael Andersson, ex ciclista su strada e pistard svedese (Höganäs, n. 1967)

## Compositori(1)
- Raison d'être, compositore svedese (n. 1973)

## Dirigenti sportivi(3)
- Kennet Andersson, dirigente sportivo e ex calciatore svedese (Eskilstuna, n. 1967)
- Bosse Andersson, dirigente sportivo e ex calciatore svedese (Norrtälje, n. 1968)
- Daniel Andersson, dirigente sportivo, allenatore di calcio e ex calciatore svedese (Lund, n. 1977)

## Disc jockey(1)
- DJ Proteus, disc jockey finlandese (Helsinki, n. 1977)

## Discoboli(1)
- Harald Andersson, discobolo svedese (Stanford, n. 1907 - Nynäshamn, † 1985)

## Economiste(1)
- Magdalena Andersson, economista e politica svedese (Uppsala, n. 1967)

## Educatori(1)
- Yerker Andersson, educatore e attivista svedese (Vallentuna, n. 1929 - Frederick, † 2016)

## Fondiste(2)
- Ebba Andersson, fondista svedese (Delsbo, n. 1997)
- Lina Andersson, ex fondista svedese (Gällivare, n. 1981)

## Fondisti(3)
- Sigurd Andersson, fondista svedese (Kalix, n. 1926 - Kalix, † 2009)
- Bjarne Andersson, fondista svedese (Motala, n. 1940 - Mora, † 2004)
- Volger Andersson, fondista svedese (Sundsvall, n. 1896 - Sundsvall, † 1969)

## Genetisti(1)
- Leif Andersson, genetista svedese (n. 1954)

## Ginnasti(1)
- Albert Andersson, ginnasta, multiplista e ostacolista svedese (Tomelilla, n. 1902 - Kristianstad, † 1977)

## Hockeisti su ghiaccio(3)
- Anders Andersson, hockeista su ghiaccio svedese (Skellefteå, n. 1937 - Skellefteå, † 1989)
- Jonas Andersson, ex hockeista su ghiaccio svedese (Lidingö, n. 1981)
- Niklas Andersson, ex hockeista su ghiaccio svedese (Kungälv, n. 1971)

## Lottatori(4)
- Frank Andersson, lottatore svedese (Trollhättan, n. 1956 - Stoccolma, † 2018)
- Gösta Andersson, lottatore svedese (Selånger, n. 1917 - Sundsvall, † 1975)
- Mauritz Andersson, lottatore svedese (Göteborg, n. 1886 - Göteborg, † 1971)
- Thure Andersson, lottatore svedese (Ölme, n. 1907 - Karlstad, † 1976)

## Maratonete(1)
- Isabellah Andersson, ex maratoneta keniota (Bosiango, n. 1980)

## Mezzofondisti(1)
- Hjalmar Andersson, mezzofondista svedese (Ljusnarsberg, n. 1889 - Insjön, † 1971)

## Musicisti(1)
- Benny Andersson, musicista, compositore e arrangiatore svedese (Stoccolma, n. 1946)

## Nuotatori(1)
- Erik Andersson, nuotatore svedese (n. 1984)

## Pallamanisti(4)
- Kim Andersson, pallamanista svedese (Kävlinge, n. 1982)
- Magnus Andersson, ex pallamanista e allenatore di pallamano svedese (Linköping, n. 1966)
- Mattias Andersson, ex pallamanista svedese (n. 1978)
- Robert Andersson, ex pallamanista svedese (Ystad, n. 1969)

## Pallanuotisti(5)
- Cletus Andersson, pallanuotista svedese (Stoccolma, n. 1893 - Stoccolma, † 1971)
- Erik Andersson, pallanuotista e nuotatore svedese (Stoccolma, n. 1896 - Stoccolma, † 1985)
- Wille Andersson, pallanuotista e nuotatore svedese (Stoccolma, n. 1891 - Stoccolma, † 1933)
- Göte Andersson, pallanuotista svedese (Stoccolma, n. 1909 - Uppsala, † 1975)
- Robert Andersson, pallanuotista, nuotatore e tuffatore svedese (Stoccolma, n. 1886 - Stoccolma, † 1972)

## Piloti automobilistici(2)
- Conny Andersson, ex pilota automobilistico svedese (Alingsås, n. 1939)
- Gunnar Andersson, pilota automobilistico svedese (Råggärds, n. 1927 - Torslanda, † 2009)

## Piloti di rally(3)
- Jonas Andersson, copilota di rally svedese (Gunnarskog, n. 1977)
- Ove Andersson, pilota di rally e dirigente sportivo svedese (Uppsala, n. 1938 - George, † 2008)
- Per-Gunnar Andersson, pilota di rally svedese (Årjäng, n. 1980)

## Piloti motociclistici(1)
- Kent Andersson, pilota motociclistico svedese (Landvetter, n. 1942 - Landvetter, † 2006)

## Politiche(1)
- Li Andersson, politica finlandese (Turku, n. 1987)

## Registi(1)
- Roy Andersson, regista svedese (Göteborg, n. 1943)

## Scacchisti(1)
- Ulf Andersson, scacchista svedese (Västerås, n. 1951)

## Sciatori alpini(2)
- Oscar Andersson, ex sciatore alpino svedese (n. 1982)
- Rickard Andersson, ex sciatore alpino svedese

## Sciatrici alpine(1)
- Kristina Andersson, ex sciatrice alpina svedese (Solna, n. 1965)

## Scrittori(1)
- Dan Andersson, scrittore e poeta svedese (Ludvika, n. 1888 - Stoccolma, † 1920)

## Scrittrici(1)
- Lena Andersson, scrittrice e giornalista svedese (Stoccolma, n. 1970)

## Sollevatori(2)
- Arvid Andersson, sollevatore svedese (Sunne, n. 1919 - Kristinehamn, † 2011)
- Lage Andersson, sollevatore svedese (Mörbylånga, n. 1920 - Farsta, † 1999)

## Tiratori di fune(1)
- Arvid Andersson, tiratore di fune svedese (Kila, n. 1881 - Stoccolma, † 1956)

## Zoologi(1)
- Malte Andersson, zoologo e ecologo svedese (n. 1941)